# Jeux panarabes de 1953
Les 1ers Jeux panarabes ont eu lieu en Égypte du 26 juillet au 10 août 1953. L'objectif de cette première édition est notamment de célébrer le premier anniversaire de la libération de l'Égypte.
Alexandrie est la principale ville-hôte et doit accueillir les épreuves d'athlétisme (en), de boxe (en), d'équitation, d'escrime, de football, de gymnastique, d'haltérophilie, de hockey, de lutte,  de tir et, hors programme, de polo, de tennis de table et de volley-ball. L'aviron et le basket-ball doivent en revanche se tenir au Caire.
Outre l'Égypte, les pays participants sont l'Arabie saoudite, la Jordanie, l'Irak, le Liban, la Libye, la Palestine arabe, la Syrie, la Turquie et le Yémen tandis qu'ont été également invités l'Afghanistan, les Indes  [sic], l'Indonésie, l'Iran, le Pakistan et plusieurs petites principautés et encore l'Algérie, le Maroc et la Tunisie. Selon L'Équipe, « il est peu probable que les autorités françaises, qui contrôlent le sport nord-africain, donnent suite favorable à l’invitation de l'Égypte » et de fait, ces pays de l'Afrique française du Nord n'auraient pas participé.
L'Égypte a remporté la quasi-totalité des titres mis en jeu, n'en cédant que 3 au Liban.

## Médailles par pays
| Rang | Nation           | Or | Argent | Bronze | Total |
| ---- | ---------------- | -- | ------ | ------ | ----- |
| 1    | Égypte           | 67 | 34     | 21     | 122   |
| 2    | Liban            | 3  | 16     | 15     | 34    |
| 3    | Syrie            | 0  | 15     | 14     | 29    |
| 4    | Palestine        | 0  | 5      | 6      | 11    |
| 5    | Royaume d'Irak   | 0  | 5      | 6      | 11    |
| 6    | Jordanie         | 0  | 0      | 2      | 2     |
| 7    | Royaume de Libye | 0  | 0      | 1      | 1     |
| 8    | Koweït           | 0  | 0      | 0      | 0     |